# Sergej Nikolajevitsj Alferaki
Sergej Nikolajevitsj Alferaki (14 april 1850 - 1919?) was een Russische ornitholoog en entomoloog die gespecialiseerd was in Lepidoptera.

## Levensloop
Sergej Alferaki werd geboren in Charkov in de adellijke Griekse familie Alferakis en was de broer van componist Achilles Alferaki. Zijn vader Nikos Alferakis was eigenaar van het Alferaki-paleis in Taganrog. Sergej studeerde aan de Universiteit van Moskou (1867-1869), daarna met Otto Staudinger in Dresden (1871-1873). Hij studeerde ook taxidermische technieken in Parijs bij Émile Deyrolle. 
Bij zijn terugkeer naar Rusland werkte hij aan de vlinders van de regio Taganrog (oblast Rostov). Hij verzamelde ook vlinders in de Noord-Kaukasus. Daarna wijdde hij zich aan de insecten, vooral vlinders, van Centraal-Azië. Gedurende zijn verblijf  in 1879 verzamelde hij daar ongeveer 12.000 exemplaren waarvan 112 nieuwe (onder-)soorten of vormen voor de wetenschap. Hij bestudeerde ook vlindercollecties in het Zoölogisch Museum van Sint-Petersburg verzameld door Nikolaj Przjevalski in Tibet en door Grigori Nikolajevitsj Potanin verzameld in China en Mongolië. Later bestudeerde hij de vlindercollecties van de Duitse entomoloog Alfred Otto Herz van vlinders uit Oblast Amoer, Korea en Oblast Kamtsjatka en die van Nicolaas Michajlovitsj van Rusland (grootvorst van Rusland), die hij nog kende van zijn studietijd aan de Universiteit van Moskou. Hij was erelid van zowel de Russische Entomologische Vereniging als de Royal Entomological Society van Londen.
Alferaki werd tijdens de Russische revolutie in 1917 in Sint-Petersburg gearresteerd en volgens sommige bronnen werd hij daar doodgeschoten, terwijl anderen denken dat hij in 1919 werd opgesloten en doodgeschoten.

## Enkele publicaties
- 1875–1878. Lepidoptera of the Taganrog environs. Annales of the Russian Entomological Society, 8: 150–226 (1875); 10: 35–53 (1876); 11: 45–50 (1878) (Russisch).
- 1881–1883. Lépidoptères du district de Kouldjà et des montagnes environ-nantes. Annales of the Russian Entomological Society, 16: 334–435, (1881); 17: 15–103 (1882), 156–227 (1883).
- 1889. Lépidoptères rapportés du Thibet par le Général N.M. Przewalsky de son voyage de 1884-1885. Mémoires sur les Lépidoptères, 5: 59-80.
- 1889. Lépidoptères rapportés de la Chine et de la Mongolie par G. N. Potanine. Mémoires sur les Lépidoptères, 5: 90-123.
- 1889. Le Pamir et sa Faune Lépidoptérologique. Seconde Partie (Speciale). IV Noctuélites. Mémoires sur les Lépidoptères, 5: 124-191.
- 1891. On some cases of Dimorphism and Polymorphism among Palcearctic Lepidoptera. Transactions of the Entomological Society of London 1891: 497-502
- 1905. The Geese of Europe and Asia. Being the Description of Most of the Old World Species. London: Rowland Ward.
- 1908. Lepidoptera of the Taganrog environs. Supplément III. Russian Entomological Society, 38: 558–618 (Frans en Russisch).

- Gemeinsame Normdatei: 117660043
- International Standard Name Identifier: 0000 0003 8441 8107
- Nederlandse Thesaurus van Auteursnamen: 129333549
- Système universitaire de documentation: 244078440
- Virtual International Authority File: 275914122
- WorldCat: E39PBJghvwdGkY73dwTt3G89jC